# The Big Broadcast of 1938
The Big Broadcast of 1938 is een Amerikaanse film uit 1938 onder regie van Mitchell Leisen.

## Rolverdeling
| Acteur           | Personage              |
| ---------------- | ---------------------- |
| W.C. Fields      | T. Frothingill Bellows |
| Martha Raye      | Martha Bellows         |
| Dorothy Lamour   | Dorothy Wyndham        |
| Shirley Ross     | Cleo Fielding          |
| Lynne Overman    | Scoop McPhail          |
| Bob Hope         | Buzz Fielding          |
| Ben Blue         | Mike                   |
| Leif Erickson    | Bob Hayes              |
| Kirsten Flagstad |                        |
| Shep Fields      |                        |
| John Serry, Sr.  |                        |